# Ishøj Musikskole
Ishøj Kulturskole er en musikskole i Ishøj Kommune. På skolen undervises børn, unge og voksne i musik, billedkunst, dans og drama.
| Musik | Spire Denne musikartikel er en spire som bør udbygges. Du er velkommen til at hjælpe Wikipedia ved at udvide den. |

|  | Denne artikel om en bygning eller et bygningsværk kan blive bedre, hvis der indsættes et (bedre) billede. Du kan hjælpe ved at afsøge Wikimedia Commons for et passende billede eller lægge et op på Wikimedia Commons med en af de tilladte licenser og indsætte det i artiklen. |

55°36′59″N 12°22′08″Ø / 55.6163°N 12.3689°Ø